# 23 (rappare)
Karim Abdel Zerzour, mer känd som 23, född 29 oktober 1994, är en svensk rappare från Vårby, Stockholm. Han bär en mask för att separera sitt privatliv från artisteriet.

## Biografi
23 är född i Stockholm och växte upp i Vårby. Han har marockanska rötter.
23 började att släppa musik redan 2015, då under namnet Abka. Efter ett par släpp på plattformen Youtube tog han en lång paus från att släppa musik, innan han debuterade som 23 år 2020 med singeln "Adressen". Genombrottet kom med hans tredje singel, "Scorpio", som släpptes i början av 2021. Samma år släppte 23 ett flertal framgångsrika singlar, samt albumen Feelings och 08 Zoo.
I januari 2022 släppte 23 singeln "Länge leve vi", som först blev viral på appen Tiktok. "Länge leve vi" debuterade på en förstaplats på Sverigetopplistan, en plats som låten behöll tre veckor i sträck. Låten toppade även Apple Music och Youtube Musics listor. Innan "Länge leve vi" släppte 23 sin musik genom distributionstjänsten Amuse, men valde efter släppet att skriva över sitt skivbolag Paid in Full Records till Universal Music. Den 23 juni 2022 släppte 23 sitt tredje studioalbum Selfmade, som förutom de tidigare släppta "Länge leve vi", "More Life" och "Thug Part 2" innehöll sex nya spår. Albumet nådde som högst första plats på Sverigetopplistan. Den 19 augusti 2022 släpptes en deluxeversion av albumet, Selfmade (Deluxe), som innehöll fyra nya spår och gästades av VC Barre, Miklo och Martin René.
I början av 2023 samarbetade 23 med Göteborgsbaserade C.Gambino på den sexspåriga EP:n M.O.B, ett projekt som toppade Sverigetopplistan i fyra veckor. I mars samma år släppte 23 albumet TJUGI23 som debuterade på plats två på Sverigetopplistan.

## Diskografi
- 2021 – Feelings
- 2021 – 08 Zoo
- 2022 – Selfmade
- 2023 – M.O.B (EP med C.Gambino)
- 2023 – Tjugi23
- 2024 – Bland sagor & vapen (EP)
- 2025 – Förstår om du inte förstår